# HAT-P-4b
HAT-P-4b是一個環繞BD+36º2593的太陽系外行星。它位于牧夫座，距地球大约1000光年。它屬於熱木星，质量是木星的68%而半径是其的127%，密度是水的41%（木星是31%）。